# Black Rock Shooter
Black Rock Shooter (jap. ブラック★ロックシューター, Burakku Rokku Shūtā) ist ein japanisches Medienfranchise, das auf einem Charakterdesign und einem Musikvideo basiert und zu dem eine Original Video Animation, mehrere Mangas, Videospiele und eine Anime-Fernsehserie gehören. 

## Inhalt
Die zum Franchise gehörigen Werke enthalten verschiedene Handlungen, oft in völlig unterschiedlichen Welten. Stets geht es um ein Mädchen mit schwarzen Haaren, einem blau leuchtenden Auge und einer Kanone, mit der sie Steine schießt, das Black Rock Shooter genannt wird. In den Animes geht es um die Schulmädchen Mato Kuroi und Yomi Takanashi, die sich anfreunden, aber wegen Matos Freundschaft zu Yū Kōtari zerstreiten. Als Yomi verschwindet, sucht Mato sie in einer fremden Welt, in der sie auf Black Rock Shooter trifft. 
Der Manga Black Rock Shooter: Innocent Soul handelt von der Zwischenwelt Hazama, in die Tote gelangen, die für Himmel und Hölle unwürdig sind. Black Rock Shooter und andere versuchen, Ordnung in diese chaotische Welt zu bringen. Im Spiel und Manga Black Rock Shooter: The Game wird Black Rock Shooter erweckt, um die Menschheit vor einer Invasion von Außerirdischen zu beschützen.

## Veröffentlichungen

### Illustration und Musik
Das Franchise basiert auf der Illustration Black Rock Shooter, die der Künstler Ryohei Fuke („Huke“) am 26. Dezember 2007 in seinem Blog und über die Bilderplattform Pixiv veröffentlichte. Ryo von der Band Supercell wurde von dem Bild zum Lied Black Rock Shooter inspiriert, für das Stimmen des Synthesizers Hatsune Miku verwendet wurden. Gemeinsam produzierten Huke und Supercell danach ein Musikvideo zum Lied, zu dem Huke die Illustrationen beisteuerte.

### Anime
2009 produzierte das Studio Ordet unter der Regie von Shinobu Yoshioka einen 50 Minuten langen Anime-Film aus Basis der erschienenen Illustration und Musik. Das Drehbuch schrieben Nagaru Tanigawa und Shinobu Yoshioka. Das Charakterdesign stammt von Yūsuke Matsuo und als künstlerische Leiter waren Atsushi Morikawa und Emi Kesamaru verantwortlich. Produzent war Takanori Aki. Zum Film wurde am 30. September 2009 eine Vorabversion mit einzelnen Szenen veröffentlicht, die komplette Original Video Animation folgte am 24. Juli 2010. 
Ebenso unter Shinobu Yoshioka wurde bei Ordet, sowie Studio Sanzigen 2012 eine Anime-Fernsehserie zum Franchise produziert. Mari Okada schrieb das Drehbuch, verantwortliche Produzenten waren Hiroaki Matsuura und Hiroshi Nakamura. Charakterdesigner war Yusuke Yoshigaki und die künstlerische Leitung lag bei Emi Kesamaru und Tetsuhiko Nagashima. Die acht 23 Minuten langen Folgen wurden vom 3. Februar bis 23. März 2012 nach Mitternacht (und damit am vorigen Fernsehtag) von Fuji TV in deren Noitamina-Block gezeigt, sowie mit bis zu zwei Wochen Versatz 15 weiteren Sendern des Networks. Es wurden auch englische, französische und italienische Versionen veröffentlicht. Eine deutsche Fassung erschien noch 2012 bei Nipponart.

#### Synchronisation
| Rolle          | japanischer Sprecher (Seiyū) | Deutscher Synchronsprecher |
| -------------- | ---------------------------- | -------------------------- |
| Yū Kōtari      | Kana Asumi                   | Shandra Schadt             |
| Mato Kuroi     | Kana Hanazawa                | Malika Bayerwaltes         |
| Yomi Takanashi | Miyuki Sawashiro             | Gabrielle Pietermann       |
| Hiro Kuroi     | Misaki Kuno                  | Claudia Schmidt            |
| Saya Irino     | Mamiko Noto                  | Tatjana Pokorny            |
| Kagari Izuriha | Eri Kitamura                 | Lara Wurmer                |

#### Musik
Die Musik beider Produktionen stammt von Ryu bzw. dessen Band Supercell, bei der Fernsehserie war auch Hideharu Mori beteiligt. Für den Abspann der OVA verwendete man außerdem Braveheart von The Gomband. Der Vorspann der Serie wurde mit Black Rock Shooter von Supercell unterlegt, dem Lied das bereits zur Illustration entstand, bevor die Animes produziert wurden. Das Lied Bokura no Ashiato (僕らのあしあと) von Supercell wurde für den Abspann verwendet.

### Videospiele
Im März 2011 erschien bei Imageepoch mit Petite Rock Shooter erstmal ein Spiel zum Franchise. Das Browserspiel wurde auf der Plattform  Nico Nico Douga zugänglich gemacht und enthält Illustrationen von CHAN×CO. Ihm folgte im August 2011 das Rollenspiel  Black Rock Shooter: The Game, ebenfalls von Imageepoch, für die PlayStation Portable. 

### Mangas
Im Jahr 2011 startete der Verlag Kadokawa Shoten kurz hintereinander drei Manga-Serien zu Black Rock Shooter. Zunächst begann im April der Yonkoma-Manga Black Rock-chan (ぶらっくろっくちゃん) von Ringo in Yonkoma-Magazin 4-Koma Nano Ace. Die Serie vom 9. März 2011 (Vol. 1/2011) bis 9. Februar 2012 (Vol. 10/2012) und erschien auch in einem Sammelband. 
Am 4. Juli 2011 (7/2011) folgte der Start von Black Rock Shooter: Innocent Soul (ブラック★ロックシューター -イノセントソウル-) von Sanami Suzuki. Die Serie lief im Magazin Young Ace bis 2. Mai 2012 (6/2012) und wurde in drei Bände zusammengefasst. Auf Deutsch erschien sie 2014 und 2015 bei Egmont Manga und Anime. 
Vom 10. August 2011 (9/2011) bis 10. August 2012 (9/2012) lief im Magazin Comptiq die Serie Black Rock Shooter: The Game (ブラック★ロックシューター THE GAME) von TNSK, die auch in zwei Bänden erschien. Sie basiert auf dem zuvor für PlayStation Portable erschienenen Spiel. Eine deutsche Veröffentlichung erscheint bei Egmont seit Juli 2015.

## Rezeption
Die Fernsehserie wurde 2012 für die technische Umsetzung mit dem 65. Preis der Motion Picture and Television Engineering Society of Japan ausgezeichnet.
In einer Rezension zum Manga Innocent Soul beim Tagesspiegel werden „kryptische Andeutungen, der episch-nebulöse Erzählstil sowie die vorherrschende, allumfassende Melancholie“ als Markenzeichen des Black Rock Shooter-Franchises genannt. Innocent Soul sei spektakulär inszeniert. Der geradlinige Panelaufbau unterstütze den Lesefluss, nur in Kampfszenen werde es unübersichtlich. Die Geschichte biete „expressionistische Farbgebung, verzerrte Perspektiven, eine außergewöhnliche Heldin in einer abstrakt-futuristischen Welt […] mit philosophisch angehauchter Battle-Action“ und sei „ein erfrischend unverbraucht wirkendes Fantasy-Action-Erlebnis“. Die Zeitschrift Animania schreibt, jede der Adaptionen setzten die „reizvolle Optik von Black Rock Shooter und ihren Kolleginnen“ auf eigene Weise in Szene und die Geschichten seien „symbolschwanger und verklausuliert“, so auch der Manga von Sanami Suzuki. Dies mache es jedoch schwer, der Geschichte zu folgen und diese sei daher eher etwas für Liebhaber einer epischen, nebulösen und bedeutungsschwangeren Erzählweise – bei der am Ende aber tatsächlich auch eine lesenswerte Geschichte erzählt wird. Dazu komme seichter Girls’-Love-Fanservice zwischen den beiden Protagonistinnen. Die Designs lägen nah an der Vorlage von huke, das Ergebnis liege optisch zwischen „hartem Seinen-Strich, hübsch aussehenden Mädchen und perspektivischer Verspieltheit“ und das Seitenlayout sei leicht zu lesen.